# Sector 6

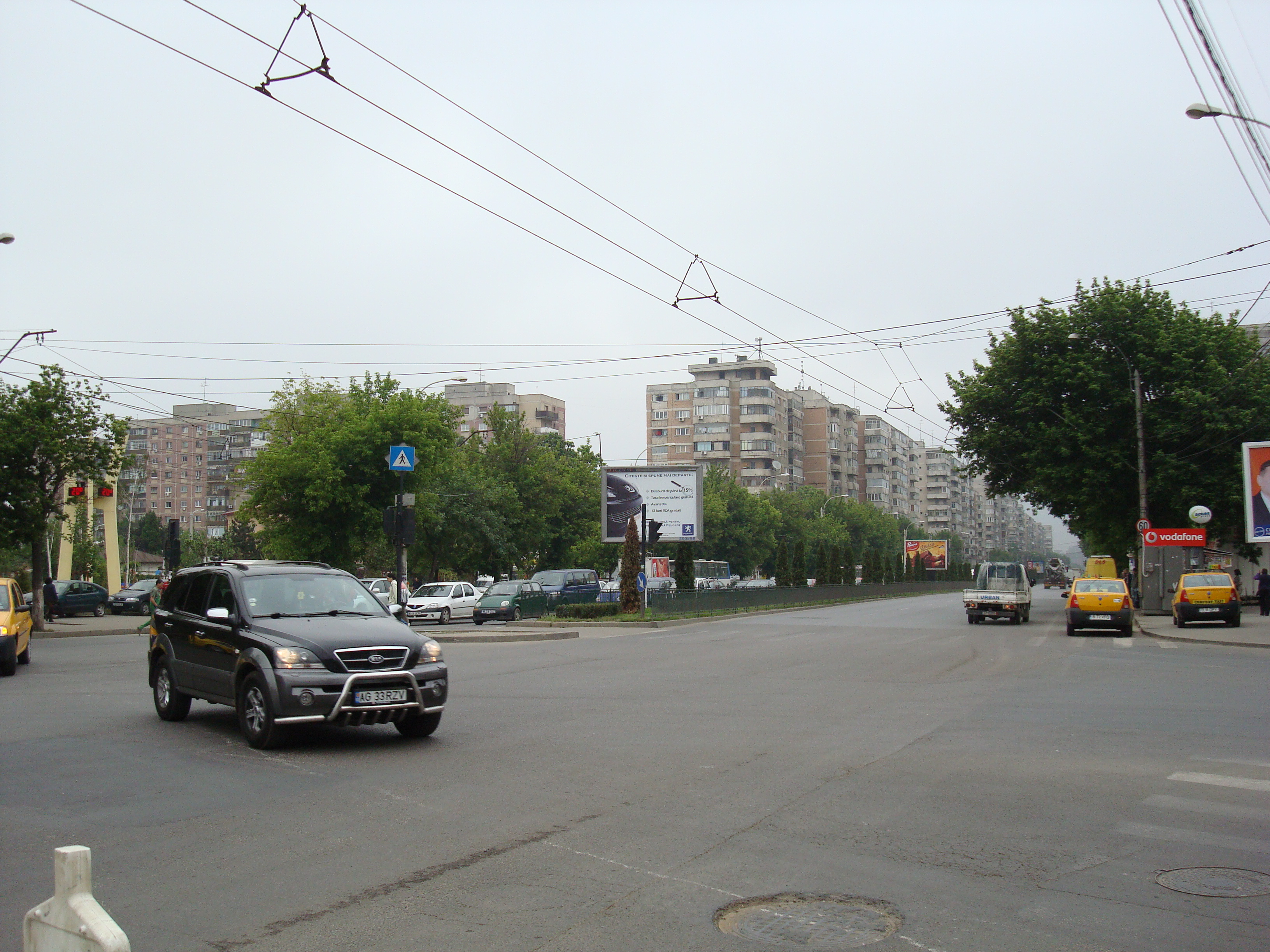
kruispunt van de Iuliu Maniu-laan en de Valea Cascadelorstraat in de wijk Militari in Sector 6

Sector 6 is een district in het westen van de Roemeense hoofdstad Boekarest. Op Sector 1 na is het met 38 km² oppervlakte het grootste district van Boekarest. Dit district bestaat uit de wijken Giulești, Drumul Taberei, Militari en Crângași. Aangrenzende districten zijn Sector 1 en Sector 5.
In 2007 telde de sector 359.396 inwoners.

## Politiek
De burgemeester van de sector werd in 2020 Ciprian Ciucu, van de Nationaal-Liberale Partij. De Lokale Raad van Sector 6 heeft 27 zetels en wordt om de vier jaar herkozen. De resultaten van de lokale verkiezingen in de 21e eeuw zijn hieronder in tabelvorm.
| Partij                        | 2004 | 2008 | 2012 | 2016 | 2020 |
| ----------------------------- | ---- | ---- | ---- | ---- | ---- |
| D.A.                          | 15   | -    | -    | -    | -    |
| PSD                           | 8    | 9    | -    | 11   | 9    |
| PRM                           | 1    | 2    | -    | -    | -    |
| PP                            | 1    | -    | -    | -    | -    |
| Lokale partijen               | 2    | -    | -    | -    | -    |
| PDL                           | -    | 11   | 6    | -    | -    |
| PNL                           | -    | 5    | -    | 4    | 8    |
| USL                           | -    | -    | 18   | -    | -    |
| PP-DD                         | -    | -    | 3    | -    | -    |
| USR / 2020 USR-PLUS Alliantie | -    | -    | -    | 7    | 8    |
| PMP                           | -    | -    | -    | 3    | 2    |
| ALDE                          | -    | -    | -    | 2    | -    |

Districten: Sector 1 · Sector 2 · Sector 3 · Sector 4 · Sector 5 · Sector 6

Wijken: Băneasa · Berceni · Centru Civic · Colentina · Cotroceni · Crângași · Dristor · Drumul Taberei · Dudești · Ferentari · Floreasca · Giulești · Iancului · Lipscani · Militari · Obor · Olteniţei · Pantelimon · Pipera · Rahova · Tei · Titan · Văcăreşti · Vitan